# Gempolpading
Gempolpading is een bestuurslaag in het regentschap Lamongan van de provincie Oost-Java, Indonesië. Gempolpading telt 2422 inwoners (volkstelling 2010).